# Ла-Саль-ан-Бомон
Ла-Саль-ан-Бомон (фр. La Salle-en-Beaumont) — коммуна во Франции, находится в регионе Рона — Альпы. Департамент коммуны — Изер. Входит в состав кантона Матезин-Триев. Округ коммуны — Гренобль.
Код INSEE коммуны — 38470. Население коммуны на 1999 год составляло 241 человек. Населённый пункт находится на высоте от 579 до 1 480 метров над уровнем моря. Муниципалитет расположен на расстоянии около 520 км юго-восточнее Парижа, 130 км юго-восточнее Лиона, 38 км южнее Гренобля. Мэр коммуны — Marie-Noëlle Battistel, мандат действует на протяжении 2008—2014 гг.
Динамика населения (INSEE):